# Charles David Keeling

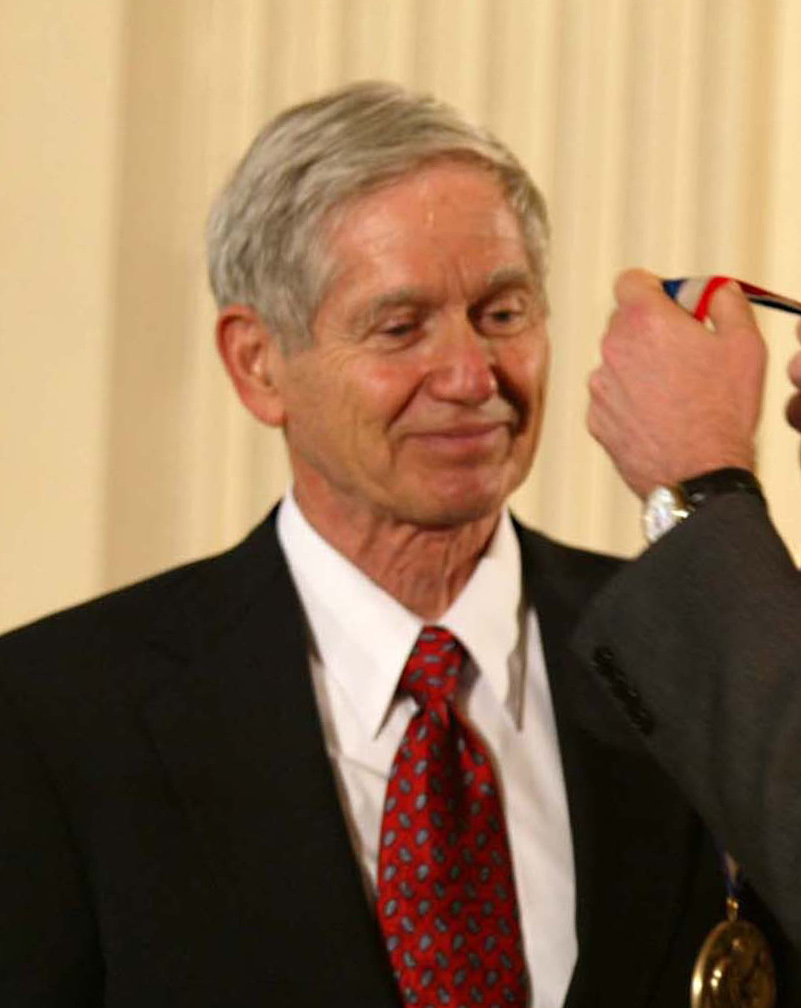
Charles David Keeling (2001) bei der Verleihung der National Medal of Science

Charles David Keeling (* 20. April 1928 in Scranton im US-Bundesstaat Pennsylvania; † 20. Juni 2005 in Hamilton im US-Bundesstaat Montana) war ein US-amerikanischer Klimaforscher. Er wurde weltweit bekannt durch seine jahrzehntelange Datensammlung, die den steigenden Kohlenstoffdioxidgehalt in der Erdatmosphäre in der sogenannten Keeling-Kurve abbildete.
Er war als Professor für Chemie an der Scripps Institution of Oceanography in La Jolla bei San Diego im US-Bundesstaat Kalifornien tätig.

## Leben
Charles David Keeling wuchs in den Vororten von Chicago in der Zeit einer schweren Wirtschaftskrise, der Great Depression, auf. Sein Vater, ein Investmentbanker, förderte das naturwissenschaftliche Interesse von Charles David. Von seiner Mutter erbte er seine Zuneigung zur Musik.
Im Alter von 17 schrieb sich Keeling an der University of Illinois ein, wo er schließlich zur Chemie gelangte und mit einem Bachelor abschloss. Er forschte anschließend an der Northwestern University bei Malcolm Dole, einem Bekannten seiner Familie, im Bereich der Polymerchemie und promovierte dort 1954. Keeling zog es in die Natur, seine Frau lernte er bei einer Kanutour in Kanada kennen, nach seiner Promotion suchte er gezielt nach einer Stelle in der Nähe der Kaskadenkette und fand sie am California Institute of Technology (CalTech), wo er als Postdoktorand bei dem Geochemiker Harrison S. Brown an CO2-Messungen arbeitete. Der Leiter der meteorologischen Forschungsabteilung des US-amerikanischen Wetterdienstes, Harry Wexler, erfuhr von Keelings Arbeiten und holte ihn an seine Einrichtung, um weltweite CO2-Messungen voranzutreiben. Doch Keeling hielt es nicht lange in den dunklen Räumlichkeiten des Wetterbüros, und er ging bereitwillig im August 1956 auf ein Angebot Roger Revelles ein, an das kalifornische Scripps-Institut zu gehen. Wexler förderte dennoch weiter Keelings Pläne für CO2-Messungen.
Am zweiten physikalischen Institut der Universität Heidelberg war Keeling von 1969 bis 1970 und am physikalischen Institut der Universität Bern von 1979 bis 1980 als Gastprofessor beschäftigt. 
In seinem Wohnort Del Mar in Kalifornien war er Hauptautor einer Stadtplanungsvorlage, welche eine hohe Wohnqualität aller Bürger zum Ziel hatte. Keeling war zudem ein hervorragender Pianist. 2005 starb Keeling im Alter von 77 Jahren an einem Herzinfarkt. Er hinterließ seine drei Jahre jüngere Frau Louise und fünf erwachsene Kinder. Sein Sohn Ralph F. Keeling setzte seine Arbeit auf Mauna Loa fort.

## Wissenschaftliche Leistungen

Die Keeling-Kurve mit den Messwerten des atmosphärischen Gehalts an Kohlenstoffdioxid in der Atmosphäre, gemessen am Mauna Loa

Am CalTech verfolgte Harrison S. Brown die Idee, die Karbonat-Konzentration in Grundwasser anhand der CO2-Konzentration von Luft zu bestimmen, die mit dem Wasser im Gleichgewicht steht (→ Revelle-Faktor). Keeling nahm sich der Realisierung dieser Idee an und ihm gelang es, hochpräzise Messmethoden für atmosphärisches CO2 zu entwickeln, die er in Big Sur anwendete. Dabei entdeckte er den Tagesgang der CO2-Konzentrationen.
Mittel, die Keeling anlässlich des Internationalen Geophysikalischen Jahres erhielt, ermöglichten ihm die Planung und den Bau einer CO2-Beobachtungsstation voranzutreiben. Im Jahre 1957 startete er in Mauna Loa auf Hawaii mit kontinuierlichen Kohlenstoffdioxid-Messungen. Ursprünglich war die Messung nur für ein Jahr geplant gewesen, es entstand daraus eine permanente Einrichtung. Aus dem bis heute fortgesetzten Dauerbetrieb dieser Station ergibt sich eine Messreihe, die einen stetigen Anstieg dieses Treibhausgases aufzeigt. Für ihn stand nach Auswertung dieser Daten fest, dass die Verbrennung fossiler Energieträger durch die Menschheit und die daraus resultierende CO2-Freisetzung zur globalen Erwärmung beitragen. Zudem zeigt die Kurve einen Jahresgang, dessen Ursache der Vegetationszyklus der Nordhemisphäre ist. Diese Datensammlung wurde als Keeling-Kurve bekannt.
Keeling setzte sich zeitlebens für ununterbrochene hochpräzise CO2-Messungen ein. Geldgeber wollten immer wieder seiner Arbeit die Mittel entziehen, weil es sich ihrer Ansicht nach nicht um neuartige Forschung handelte. Keelings Labor stellte bis 1995 anderen Laboren weltweit Gasproben zur Kalibrierung von Instrumenten zur Verfügung. Auch diese Aktivität war von einem Zuständigkeitswechsel bedroht, den US-Behörden anstrebten. Anderen Laboren gelang es jedoch nicht, mit der gleichen Präzision Proben bereitzustellen. Der von Keeling konstruierte und 1957 auf Mauna Loa installierte Gasanalysator verrichtete seinen Dienst 48 Jahre lang, bis in das Jahr 2006 hinein. Keelings Arbeit auf Mauna Loa wird von seinem Sohn, dem Ozeanografen Ralph F. Keeling, fortgesetzt.
Darüber hinaus interessierte er sich auch für die Biodiversität. Nach einem vernichtenden Waldbrand im Jahr 1988 beobachtete und dokumentierte er sehr sorgfältig, wie sich der Bestand nach und nach wieder erholte und wieder eine große Artenvielfalt beobachtet werden konnte.

## Ehrungen
- 1981 empfing Keeling den Second Half Century Award der Amerikanischen Meteorologischen Gesellschaft für seine fundamentale und weitreichende Arbeit zur Langzeit-Messung des atmosphärischen CO2-Gehalts.
- 1986: Mitglied der American Academy of Arts and Sciences
- 1991: Maurice Ewing Medal der Amerikanischen geophysikalischen Vereinigung.
- 1993: Blue Planet Prize vom japanischen Wissenschaftsrat und der Asahi Foundation.
- 1994: Mitglied der National Academy of Sciences
- 1997 verlieh der damalige Vizepräsident der USA, Al Gore, Keeling eine besondere Auszeichnung für „vierzigjährige herausragende wissenschaftliche Forschung bezüglich der Überwachung des CO2-Gehaltes in der Atmosphäre“.
- 2001 erhielt Keeling vom damaligen Präsidenten der USA, George W. Bush, einem erklärten Gegner des Kyoto-Protokolls, die Nationale Wissenschaftsmedaille verliehen – die höchste Auszeichnung der USA, die ein Wissenschaftler für sein Lebenswerk erhalten kann.
- Im April 2005 wurde Keeling der Tyler Prize for Environmental Achievement verliehen, der als die höchste Auszeichnung im Bereich der Umweltwissenschaften gilt.
- 2005: Mitglied der American Philosophical Society[4]
- 2025: Benennung eines Asteroiden nach ihm: (284054) Keeling.[5]

## Publikationen
Keeling war Autor von über 100 wissenschaftlichen Publikationen, darunter:
- A three-dimensional model of atmospheric CO2 transport based on observed winds. Aspects of Climate Variability in the Pacific and the Western Americas, D. H. Peterson, Ed., Washington, DC, American Geophysical Union, 165–363, 1989
- Interannual extremes in the rate of rise of atmospheric carbon dioxide since 1980, Nature 375:666–670, 1995
- Increased activity of northern vegetation inferred from atmospheric CO2 measurements, Nature 382:146–149, 1996
- Increased plant growth in the northern high latitudes from 1981 to 1991, Nature 386:698–702, 1997